# Liste der Resolutionen des UN-Sicherheitsrates (1964)
Diese Liste der Resolutionen des UN-Sicherheitsrates nennt die 14 vom Sicherheitsrat der Vereinten Nationen im Jahr 1964 verabschiedeten Resolutionen.
| Nummer | Beschluss vom | Gegenstand                                                                                  | Mission |
| ------ | ------------- | ------------------------------------------------------------------------------------------- | ------- |
| 186    | 4. März       | Situation auf Zypern                                                                        |         |
| 187    | 13. März      | Situation auf Zypern                                                                        | UNFICYP |
| 188    | 9. April      | Beschwerde Nordjemens gegenüber dem Vereinigten Königreich und der Südarabischen Föderation |         |
| 189    | 4. Juni       | Beschwerde Kambodschas gegenüber der Republik Vietnam                                       |         |
| 190    | 9. Juni       | Anfrage bezüglich der Apartheidpolitik in Südafrika                                         |         |
| 191    | 18. Juni      | Anfrage bezüglich der Apartheidpolitik in Südafrika                                         |         |
| 192    | 20. Juni      | Situation auf Zypern                                                                        | UNFICYP |
| 193    | 25. September | Situation auf Zypern                                                                        |         |
| 194    | 25. September | Situation auf Zypern                                                                        | UNFICYP |
| 195    | 25. September | Aufnahme Malawis als neues Mitglied in die Vereinten Nationen                               |         |
| 196    | 30. Oktober   | Aufnahme Maltas als neues Mitglied in die Vereinten Nationen                                |         |
| 197    | 30. Oktober   | Aufnahme Sambias als neues Mitglied in die Vereinten Nationen                               |         |
| 198    | 18. Dezember  | Situation auf Zypern                                                                        | UNFICYP |
| 199    | 30. Dezember  | Kongokrise                                                                                  |         |